# Livin de Curilcas
Livin de Curilcas, también llamado El Royo, es un caserío peruano ubicado en el distrito de Pacaipampa, perteneciente a la provincia de Ayabaca del departamento de Piura, al norte del Perú. 

## Ubicación
Livin de Curilcas se ubica al sureste de la provincia de Ayabaca, en el distrito de Pacaipampa, en el departamento de Piura.

## Demografía
En 2017 Livin de Curilcas tenía una población de 162 habitantes.